# 도미사토촌 (나라현)
도미사토촌(富郷村)은 1947년까지 나라현 이코마군에 있던 촌이다. 현재의 이카루가정에 해당한다.

## 역사
- 1889년 4월 1일 - 정촌제 시행에 의해 헤구리군 도미사토촌이 성립하였다.
- 1897년 4월 1일 - 군의 합병에 수반해 이코마군으로 변경되었다.
- 1947년 2월 11일 - 다쓰타정, 호류지촌과 합병해 이카루가정이 성립하여, 소멸하였다.

## 참고문헌
- 『角川日本地名大辞典』 29 奈良県（角川書店、1990）